# رودولفو راميريز
رودولفو راميريز (بالإسبانية: Rodolfo Ramírez)‏ هو لاعب كرة الريشة غواتيمالي، ولد في 31 يوليو 1988 في غواتيمالا في غواتيمالا.

## وصلات خارجية
- رودولفو راميريز على موقع BWF.tournamentsoftware.com (الإنجليزية)
- رودولفو راميريز على موقع BWFbadminton.com (الإنجليزية)